# Tiszasüly
Tiszasüly là một thị trấn thuộc hạt Jász-Nagykun-Szolnok, Hungary. Thị trấn này có diện tích 91,77 km², dân số năm 2010 là 1439 người, mật độ 16 người/km².